# Sam Witwicky
 (juin 2024).
Si vous disposez d'ouvrages ou d'articles de référence ou si vous connaissez des sites web de qualité traitant du thème abordé ici, merci de compléter l'article en donnant les références utiles à sa vérifiabilité et en les liant à la section « Notes et références ».
Sam Witwicky est le principal personnage humain de l'univers de Transformers qui apparaît dans les films Transformers, Transformers 2 : La Revanche et Transformers 3 : La Face cachée de la Lune (Transformers: Dark of the Moon) : il est interprété par Shia LaBeouf.

## Personnage
Son nom est inspiré de la famille Witwicky (plus spécifiquement le personnage de Spike), les alliés humains majeurs des Autobots dans la série originale. Pour sa personnalité, les scénaristes ont dit s'être inspiré de celle de Marty McFly dans le film Retour vers le Futur (1985)[réf. souhaitée].
Sam Witwicky est un adolescent moyen mêlé à la Guerre entre les Autobots et les Decepticons parce que Mégatron avait gravé les codes indiquant l'emplacement du AllSpark sur Terre sur les lunettes de son arrière-grand-père, l'amiral Archibald Witwicky. Sam possède Bumblebee comme voiture, ce dernier s'étant volontairement fait acheter pour lui servir de garde du corps. Depuis, Sam et Bumblebee ont développé un lien affectif fort. En outre, Sam a des sentiments pour Mikaela Banes, avec qui il commence à sortir à la fin du premier film.

## Histoire

### Transformers
Sam Witwicky est un jeune lycéen sans histoire jusqu'au jour où il achète sa première voiture qui se révèle être Bumblebee, un Autobot sous les ordres du charismatique Optimus Prime. Sam et Mikaela Banes, une amie dont il est secrètement amoureux, empêchent les Decepticons de récupérer le Cube que ces derniers convoitent. À la fin du film, Sam et Mikaela sont ensemble.

### Transformers 2: la Revanche
Sam est maintenant en âge d'entrer à la fac, où il rencontre son colocataire Léo Spitz, un étudiant quelque peu perturbé et peureux, ce qui l'oblige à mettre de la distance entre lui et Bumblebee d'une part et avec Mikaela d'autre part. Mais les Decepticons ne restent pas inactifs et traquent Sam car il possède, bien malgré lui, des informations utiles pour le déroulement d'un plan visant au retour du « Fallen ». Pour le contrecarrer Sam et ses amis iront jusqu'en Égypte.

### Transformers 3: La Face cachée de la Lune
Sam n'est plus en couple avec Mikaela. Il a refait sa vie à Washington D.C avec Carly Spencer. Il est hébergé chez elle avec Brains et Wheelie. Bumblebee, quant à lui, effectue des missions spéciales avec le NEST pour protéger les humains. Mais malgré son aide envers les Autobots, il ne reçoit aucune reconnaissance de la part du gouvernement et plus précisément de Charlotte Mearing, directrice des renseignements qui le considère comme un simple messager. Sam décide donc d'enquêter de son côté pour découvrir le nouveau plan des Decepticons pour envahir la Terre.

### Transformers 4: L'âge de l'extinction
Dans cet opus, le sort de Sam est totalement inconnu. Le personnage n'est jamais vu une seule fois, tout comme ses proches, mais mentionné par Optimus Prime lorsque ce dernier reprend brutalement conscience chez Cade Yeager et sa fille Tessa.

### Transformers 5: The Last Knight
Il fait une brève apparition dans ce cinquième opus. En effet, Sam est représenté sur une photo dans le sous-sol du château d'Edmond Burton. Il est dit que Sam serait un descendant de Merlin et que le dernier est Viviane Wembley, révélant ainsi que malheureusement Sam serait mort. Les causes de son décès sont inconnues.
Une théorie affirme que Lockdown et les hommes d'Attinger seraient les coupables de la mort de Sam et probablement aussi de ses parents (Ronald et Judy Witwicky), ses chiens de compagnies (Mojo et Frankie), ainsi que de Carly, et peut-être même Mikaela, Léo et d'autres proches de Sam lors de la bataille de Mexico entre Transformers 3 et Transformers 4, l'embuscade, le piège qu'évoque Optimus Prime à Cade Yeager lors de son réveil ainsi que Lockdown à Harold Attinger quand ils se rencontrent. Si c'est le cas, néanmoins, le héros de la première trilogie et ses proches seront vengés durant la bataille finale de Hong-Kong par leur ami Optimus en tuant Harold et Lockdown.